# Chris Evans (Musiker)
Chris Evans (* 10. Mai 1940 in Melksham,  Wiltshire als Christopher Evans-Ironside; † 3. Juni 2022 in Hamburg) war ein deutsch-britischer Musiker, Komponist und Musikproduzent.

## Biografie
Mit 21 Jahren arrangierte und textete Evans für Gerd Böttcher dessen Hit Geld wie Heu, die Coverversion von Pat Boones Johnny Will, der bis auf Platz 2 der Hitlisten kam und insgesamt 25 Wochen notiert wurde. Danach konzentrierte er sich auf sein Studium. Während dieser Zeit lernte er Drafi Deutscher kennen, mit dem er seitdem eng zusammenarbeitete und verschiedene Projekte (Masquerade, Mixed Emotions, Mr. Walkie Talkie) realisierte. Für Deutscher war Evans nicht nur als Produzent tätig (u. a. 1970 für das Lied Weil ich dich liebe), sondern komponierte auch Songs für ihn und schrieb die Texte für Amigo Mine und Try Me (beide 1976).
Daneben produzierte, komponierte und textete Evans in dieser Zeit auch für Claus Liedtke Alexandra (Wärst Du heute noch hier) (1976), Klimper Klan Five Funny Fingers, Die fröhlichen Landleute, Die Vogelfänger-Gang u. a. (1977 und 1978), Mike Mareen Sunshine of Your Smile sowie Tell Me Friend (1977), für Tina Rainford Charly Boy (1976) und Ronny Coleman Carneval (1979).
Anschließend wandte er sich der elektronischen (Disco-)Musik und dem Progressive Rock zu. Unter dem Pseudonym „Overdrive“ veröffentlichte er 1979 ein Soloalbum mit dem Titel Electric Overdrive. Beim Song Magic Moon arbeitete auch Werner Böhm alias Gottlieb Wendehals mit.
Zusammen mit dem Sänger David Hanselmann schuf Evans 1980 das Progressive-Rock-Album Stonehenge und ein Jahr später die Fortsetzung Symbols of the Seven Sacred Sounds. Für ihr Debüt wurden die beiden Musiker 1980 auf dem Montreux Jazz Festival für das beste Konzeptalbum mit dem Grand Prix du Disque ausgezeichnet. Das Album Stonehenge erschien 2013 in einer überarbeiteten Neuauflage mit zusätzlichem Material. Dabei wurde nicht nur die Reihenfolge der Stücke getauscht, sondern diese wurden auch so abgeändert, dass der ursprüngliche progressive Rock-Charakter weitgehend abhandenkam.
1982 erschien mit Empty Spaces ein weiteres Soloalbum. 1986 schuf er für das Ballett eine neue Version (Doppel-LP) mit dem Titel Empty Spaces – Rock Ballett. Dieses wurde u. a. im Theater & Philharmonie Essen aufgeführt. In Zusammenarbeit mit Michael Chambosse arbeitete Evans am Konzeptalbum The Timemachine mit. Wie das Musical The War of the Worlds von Jeff Wayne ist auch das Album eine musikalische Umsetzung eines Science-Fiction-Romans von H.G. Wells (Die Zeitmaschine).
In den 1980er Jahren komponierte Evans zusammen mit Deutscher unter den Pseudonymen Masquerade und Mixed Emotions verschiedene Titel. Einer der Hits des Jahres 1983 war Guardian Angel. In englischsprachiger Version von Deutscher unter dem Pseudonym Masquerade gesungen, erschien es im selben Jahr in der deutschsprachigen Schlagerversion von Nino de Angelo unter dem Titel Jenseits von Eden. Beide Titel belegten zeitweilig die ersten beiden Plätze der deutschen Charts. Das Lied wurde mehrfach gecovert.
Zusammen mit Deutscher schrieb und produzierte Evans unter dem Namen Deutscher & Evans die Single Keep the Home Fires Burning. Der Titel Herz an Herz Gefühl, die deutsche Version seiner ebenfalls 1986 veröffentlichten Single Sensuality, wurde für Deutscher zum Hit und blieb 18 Wochen in den deutschen Charts. Das dazugehörige Album Gemischte Gefühle wurde mit Platin ausgezeichnet.
Evans produzierte in den 1980er Jahren ebenfalls für Ulla Meinecke und Vicky Leandros. In den 1990er Jahren arbeitete er weiterhin mit Deutscher zusammen, schuf allerdings auch solche Werke wie die Titel Wie ein Stern am Horizont (gesungen von Roy Black) oder Ohne dich (gesungen von Frank Schöbel), sowie Erika Bergers Album Ich liebe Dich. 2004 produzierte Evans für Mike Mareen vs. Da Freaks verschiedene Songs und ließ seinen Hit Guardian Angel / Jenseits von Eden von verschiedenen Künstlern covern, die er meist auch produzierte.
Zur Fußball-WM 2006 in Deutschland schuf er den WM-Song Super Deutschland Olè. Unter dem Namen Fanprojekt Super Deutschland ließ er den Hamburger Chor Schola Cantorosa und sieben Musiker den Track einsingen. Evans, der das Lied auch produziert und arrangiert hatte, merkte dazu an: „Der Song ist für all die deutschen Fans, weil ich hier in Deutschland ein wunderbares Leben habe.“ Er hatte vor der WM ein Spiel des HSV besucht und war von den langgezogenen Sprechchören der Fans mit „Olè, Olè, Olè“ inspiriert worden.
Evans sorgte auch für den Soundtrack des Films Die Rättin (nach einem Roman von Günter Grass), vertonte Hörspiele wie Schubiduuuh (Folge 1 bis 8) und Kurzfilme wie Schlüsselerlebnis (Deutschland 2009) oder Go to the Dogs (Deutschland 2011) und Lustige Streiche mit Hanni und Nanni von der britischen Kinderbuchautorin Enid Blyton und schrieb die Musik für Protokoll einer Entscheidung (D 2003 von Thomas Plöger). Zudem schuf er das Musical Nachtkind. Evans arbeitete im Tonstudio von Lutz Rahn in Hamburg-Finkenwerder. Dort entstand auch das Soloalbum von Drafi Deutscher Gemischte Gefühle. Darüber hinaus arbeitete er in den Europasound Studios und im Star Studio Hamburg.
Evans lebte zuletzt in Hamburg. Er starb am 3. Juni 2022 nach schwerer Krankheit im Alter von 82 Jahren.

## Diskografie (Auswahl)

### Alben
- 1980: Stonehenge (mit David Hanselmann)
- 1981: Symbols of the Seven Sacred Sounds (mit David Hanselmann)

Soloalben
- 1979: Cuts for Commercials
- 1980: Space Drive
- 1981: Cuts for Commercials: Volume 2
- 1984: Empty Spaces
- 1985: Video Vision
- 1986: Empty Spaces – Rock Ballett
- 1986: Mother’s Luck
- 1987: Multiple Image
- 1987: High Turnover